# Local Hero (album)
Albums de Mark Knopfler
Cal
(1984)
Local Hero est la bande originale du film Local Hero de Bill Forsyth sorti en 1983. Il s'agit de la première bande originale composée par le britannique Mark Knopfler.
En 1984, l’album est nommé pour la meilleure musique de film aux BAFTA awards.

## Contexte
Après ses succès avec Dire Straits Mark Knopfler, le chanteur et guitariste du groupe, cherche un nouveau défi musical. L’opportunité lui est donnée en 1982; son manager participe à l’écriture de plusieurs films et fait savoir que Knopfler est intéressé par la musique de film. Le producteur David Puttnam le contacte pour son projet « Local Hero ».

## Liste des titres
| Local Hero | Local Hero                                                              | Local Hero | Local Hero | Local Hero | Local Hero | Local Hero | Local Hero | Local Hero | Local Hero |
| No         | Titre                                                                   | Durée      |            |            |            |            |            |            |            |
| ---------- | ----------------------------------------------------------------------- | ---------- | ---------- | ---------- | ---------- | ---------- | ---------- | ---------- | ---------- |
| 1.         | The Rocks and the Water                                                 | 3:30       |            |            |            |            |            |            |            |
| 2.         | Wild Theme                                                              | 3:38       |            |            |            |            |            |            |            |
| 3.         | Freeway Flyer                                                           | 1:47       |            |            |            |            |            |            |            |
| 4.         | Boomtown (variation Louis' Favourite)                                   | 4:06       |            |            |            |            |            |            |            |
| 5.         | The Way it Always Starts                                                | 4:00       |            |            |            |            |            |            |            |
| 6.         | The Rocks and the Thunder                                               | 0:45       |            |            |            |            |            |            |            |
| 7.         | The Ceilidh and the Northen Lights                                      | 3:57       |            |            |            |            |            |            |            |
| 8.         | The Mist Covered Mountains (Traditionnel, arrangement de Mark Knopfler) | 5:13       |            |            |            |            |            |            |            |
| 9.         | The Ceilidh : Louis'Favourite Billy's The                               | 4:58       |            |            |            |            |            |            |            |
| 10.        | Whistle Theme                                                           | 0:51       |            |            |            |            |            |            |            |
| 11.        | Smooching                                                               | 4:58       |            |            |            |            |            |            |            |
| 12.        | Stargazer                                                               | 1:31       |            |            |            |            |            |            |            |
| 13.        | The Rocks and the Thunder                                               | 0:40       |            |            |            |            |            |            |            |
| 14.        | Going Home                                                              | 5:01       |            |            |            |            |            |            |            |
| 43:48      |                                                                         |            |            |            |            |            |            |            |            |

## Musicien
- Mark Knopfler – guitares, synthesizers, percussion, LinnDrum
- Alan Clark – synthesizers, piano, orgue Hammond
- Hal Lindes – guitare rhythmique (3)
- Michael Brecker – saxophone (4,11,14)
- Mike Mainieri – vibraphone (4,11)
- Gerry Rafferty – voix (5)
- Neil Jason – basse (4,5)
- Tony Levin – basse (11,14)
- John Illsley – basse (3)
- Eddie Gomez – basse (8)
- Steve Jordan – batterie(4,5)
- Terry Williams – batterie (3,11,14)
- The Acetones[Note 1]